# جزیره جورجیای جنوبی
جزیره جورجیای جنوبی (به انگلیسی: South Georgia Island) یک جزیره در اقیانوس اطلس جنوبی است که در جزایر جورجیای جنوبی و ساندویچ جنوبی واقع شده‌است و بخشی از سرزمین‌های فرادریایی بریتانیا به‌شمار می‌رود. جزیره جورجیای جنوبی ۱۶۷٫۴ کیلومتر طول و ۱٫۴ تا ۳۷ کیلومتر عرض دارد و بلندترین نقطه آن، ۲٬۹۳۴ متر بالاتر از سطح دریا واقع شده‌است. گریت ویکن سکونتگاه اصلی این جزیره است.
آرژانتین در جنگ فالکلند به مدت کوتاهی این جزیره را اشغال کرد و پرچم خود را در آن برافراشت.